# Alchemilla holocycla
Alchemilla holocycla är en rosväxtart som beskrevs av Werner Hugo Paul Rothmaler. Alchemilla holocycla ingår i släktet daggkåpor, och familjen rosväxter. Inga underarter finns listade i Catalogue of Life.